# تأثیر دنیاگیری کووید ۱۹ بر فوتبال
دنیاگیری کووید-۱۹، سبب اختلال در فوتبال در سراسر جهان شده است و تأثیر آن را در تمام ورزش‌ها منعکس می‌کند. در سراسر جهان و به درجات مختلف، لیگ‌ها و مسابقات لغو شده یا به تعویق افتاده‌است.

## فوتبال باشگاهی
تا ۲۵ مه، یوکاری لیگا ۲۰۲۰، لیگ برتر بلاروس و لیگ برتر نیکاراگوئه، تنها سه لیگ برتر شناخته شده فوتبال ملی بودند که به حالت تعلیق در نیامدند.

### آفریقا
بازی‌های مرحله نیمه نهایی لیگ قهرمانان آفریقا و جام کنفدراسیون آفریقا از زمان‌بندی اصلی به تاخیر افتادند تا در اکتبر ۲۰۲۰ برگزار شوند.

### آسیا

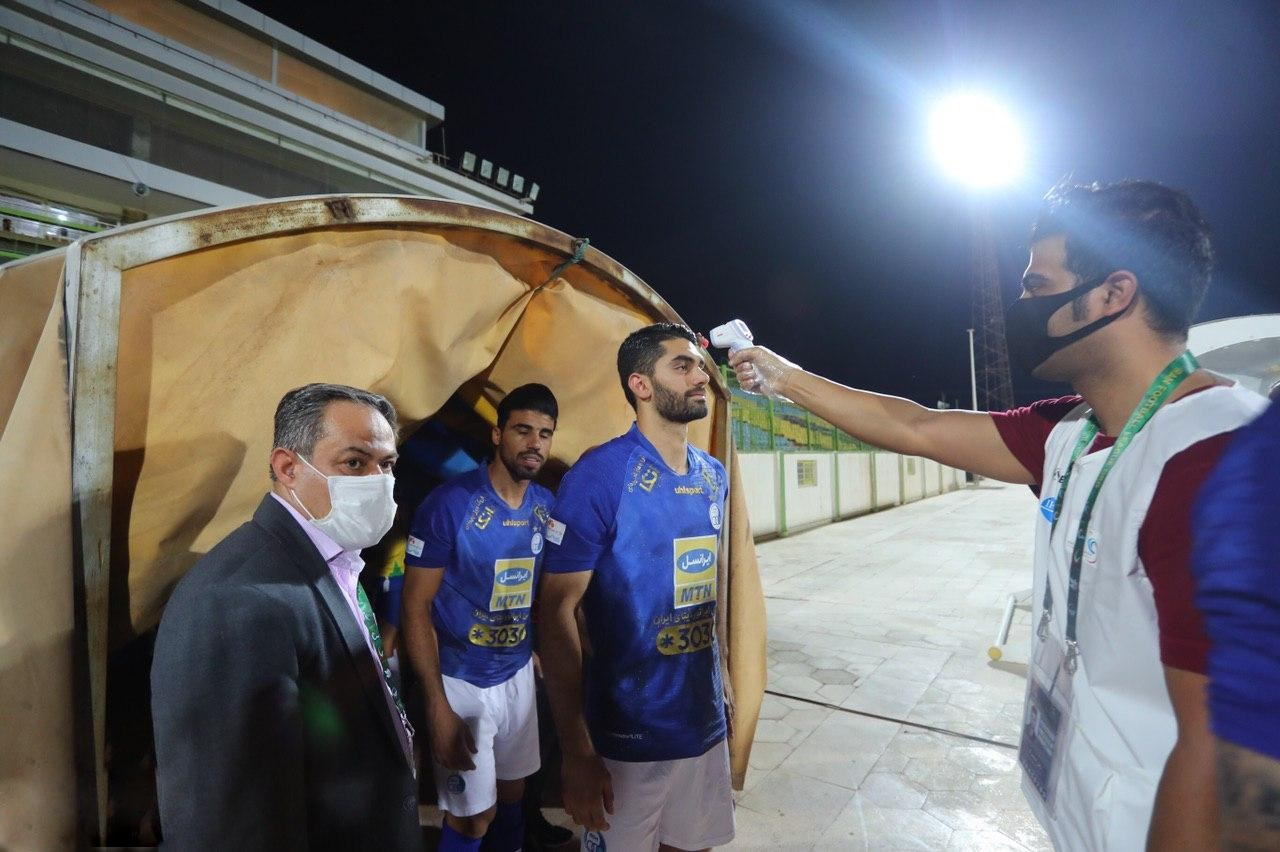
اندازه‌گیری دمای بدن بازیکنان در لیگ برتر خلیج فارس

### اروپا

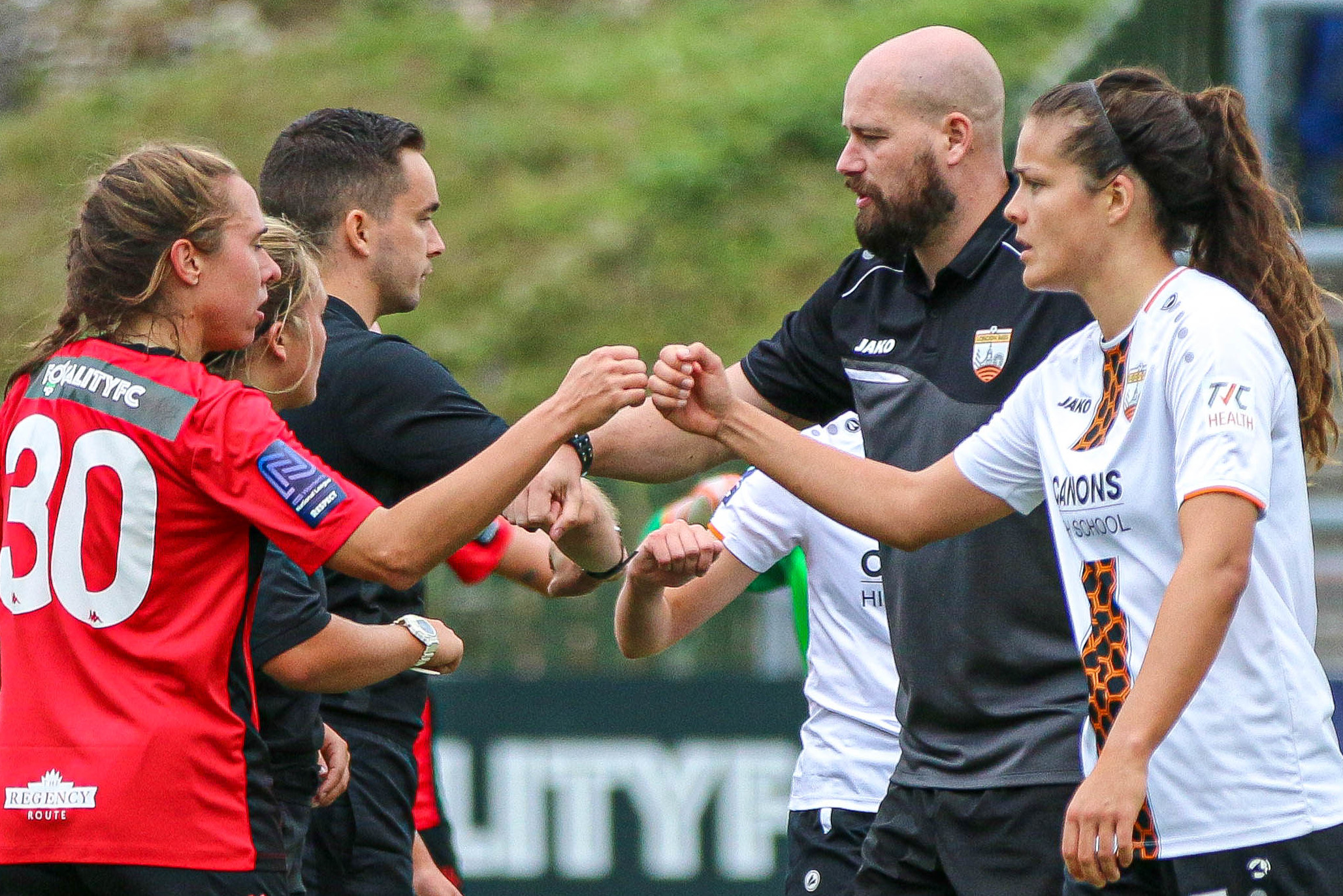
دست دادن پس از بازی‌ها با مشت یا ضربه آرنج (اوت ۲۰۲۰)

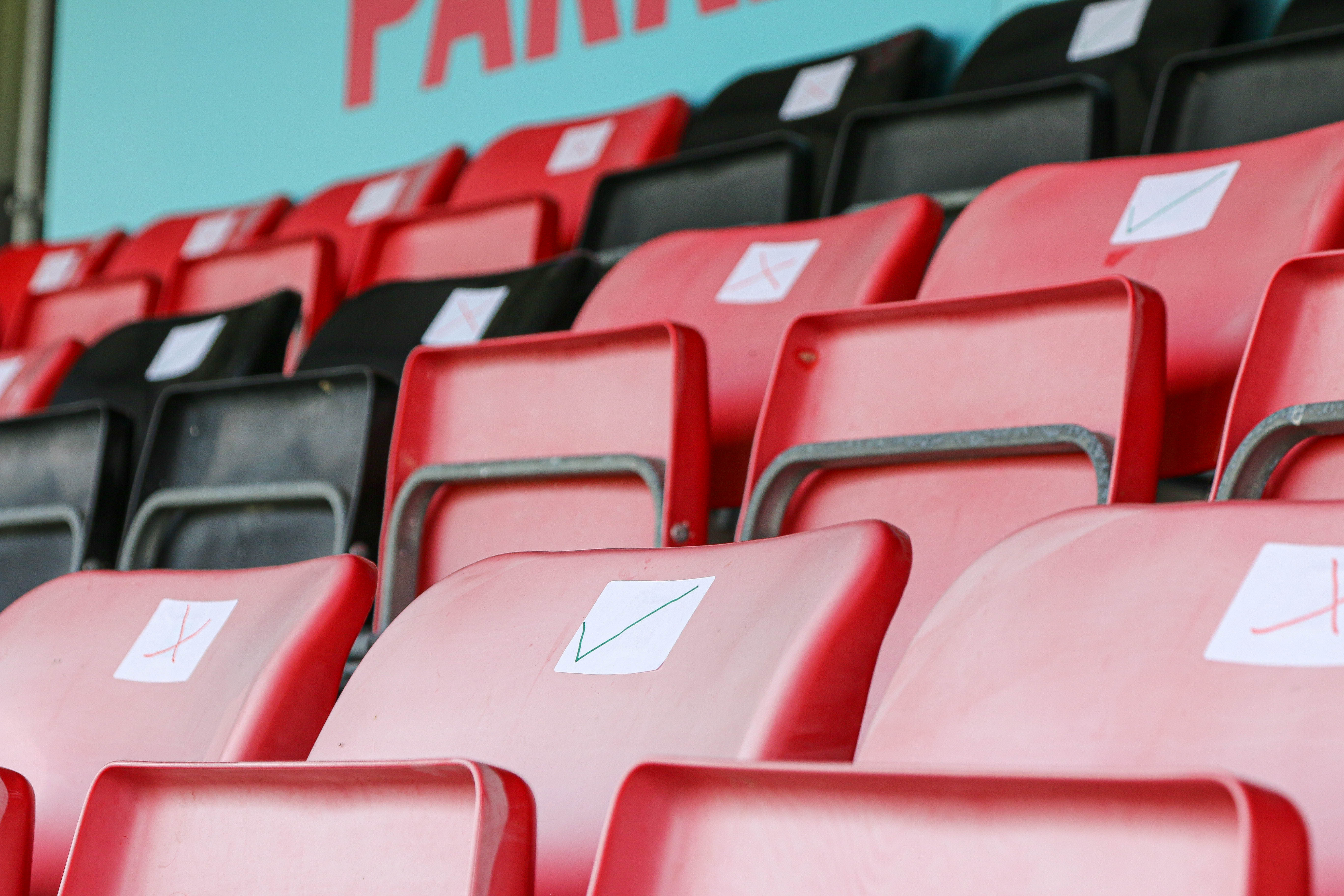
نشانه‌گذاری صندلی‌ها در the Dripping Pan برای رعایت فاصله‌گذاری اجتماعی

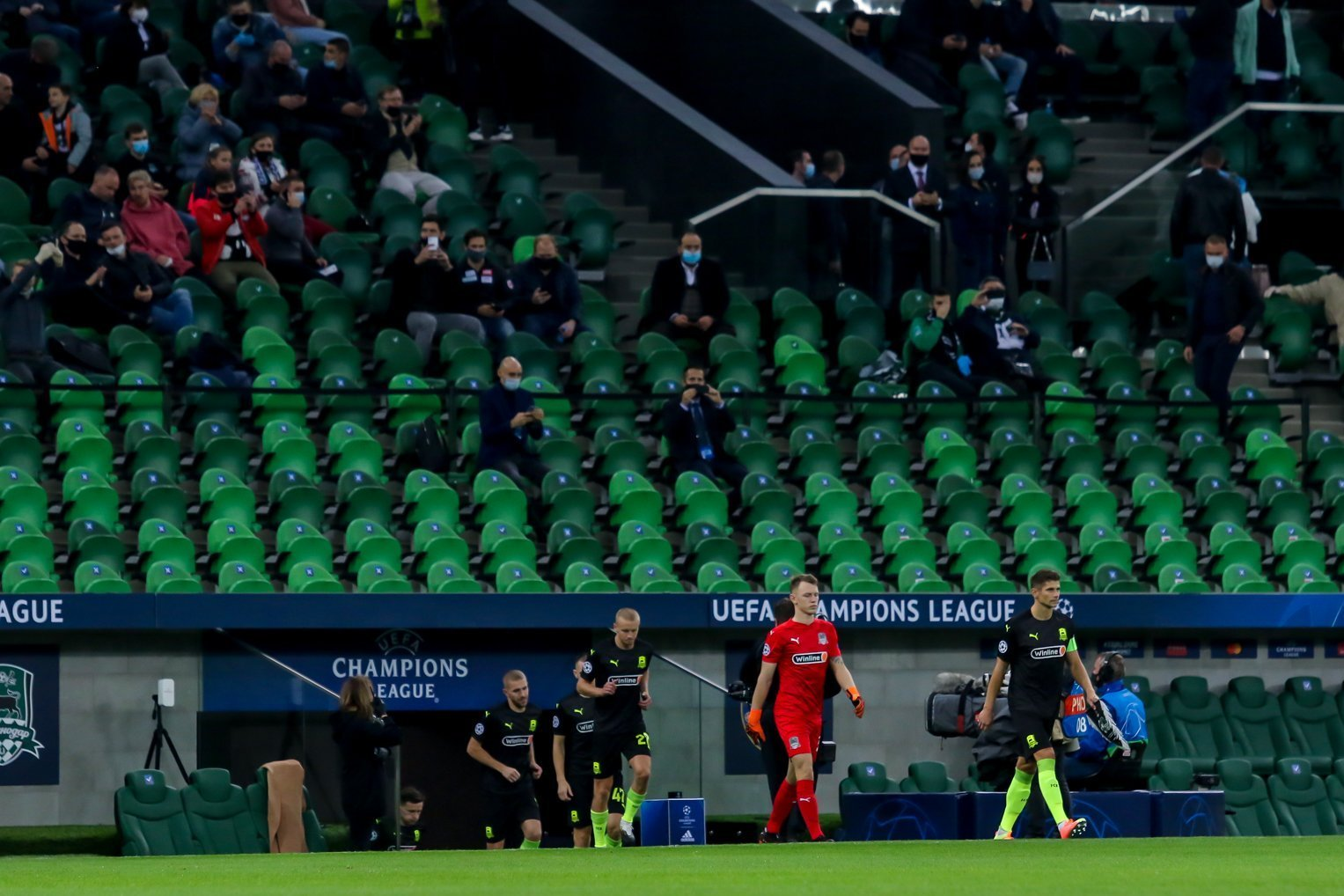
یک بازی از رقابت‌های لیگ قهرمانان اروپا میان دو تیم باشگاه فوتبال کراسنودار و چلسی با حضور محدود تماشاگران (اکتبر ۲۰۲۰)

### آمریکای شمالی

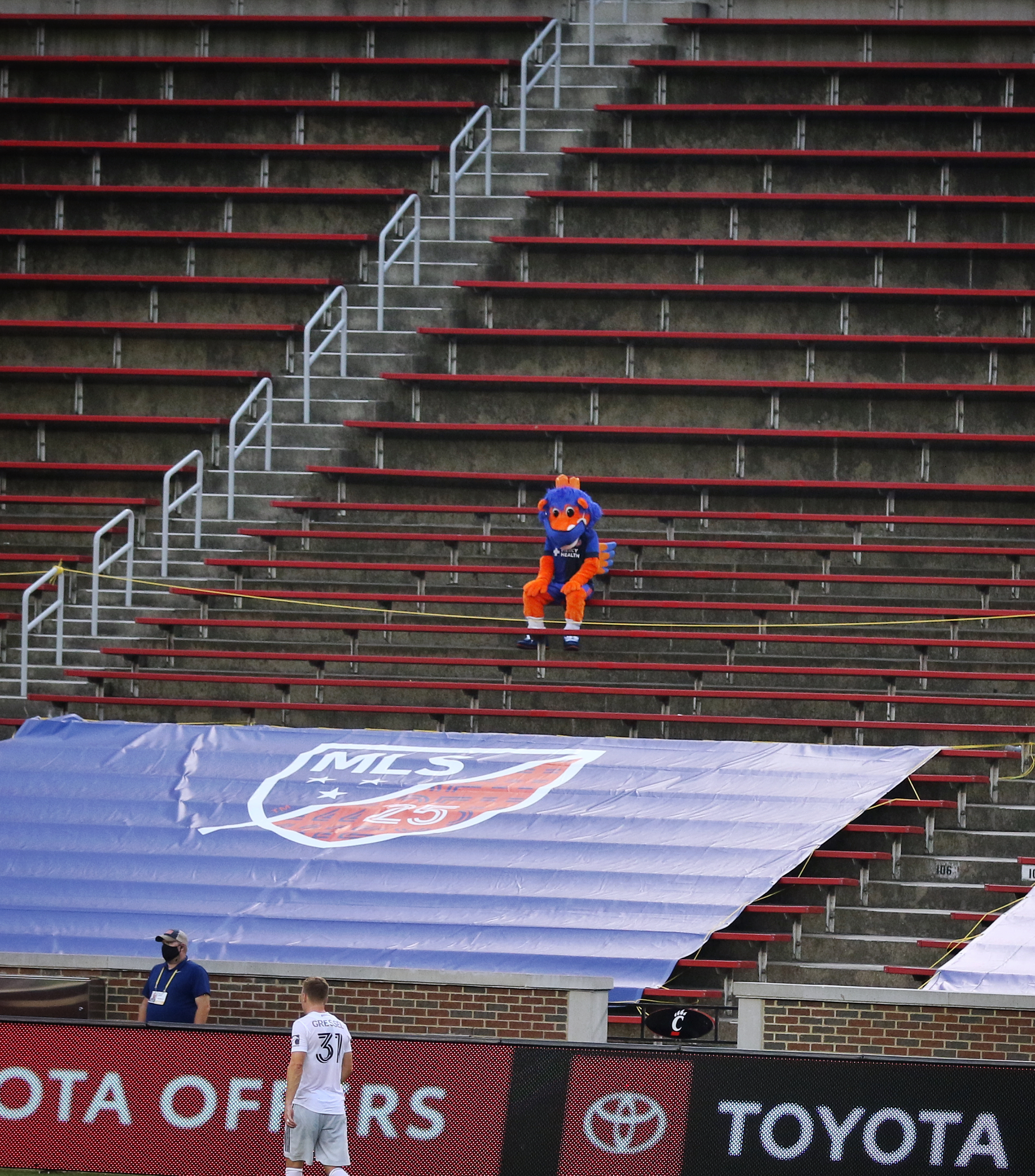
An باشگاه فوتبال سینسیناتی match during the 2020 Major League Soccer season played without fans (اوت ۲۰۲۰)

## فهرست رویدادهای ورزشی تأثیر گرفته

### لیگ‌ها
فهرست لیگ‌های برتر تأثیر گرفته

#### نیمه‌تمام
| لیگ                                       | کشور                  | فصل           | تاریخ شروع      | تاریخ لغو     | قهرمان (در صورت اهدای جوایز) | منبع   |
| ----------------------------------------- | --------------------- | ------------- | --------------- | ------------- | ---------------------------- | ------ |
| Liga Panameña de Fútbol                   | پاناما                | Apertura 2020 | ۲۵ ژانویه ۲۰۲۰  | ۱۷ مارس ۲۰۲۰  | نداشت                        | [ ۵ ]  |
| New Zealand Football Championship         | نیوزیلند              | 2019–20       | ۱ نوامبر ۲۰۱۹   | ۱۸ مارس ۲۰۲۰  | اوکلند سیتی                  | [ ۶ ]  |
| Primera División de El Salvador           | السالوادور            | Clausura 2020 | ۱۸ ژانویه ۲۰۲۰  | ۲۰ مارس ۲۰۲۰  | نداشت                        | [ ۷ ]  |
| Liga Nacional de Guatemala                | گواتمالا              | Clausura 2020 | ۱۷ ژانویه ۲۰۲۰  | ۲۵ مارس ۲۰۲۰  | نداشت                        | [ ۸ ]  |
| Super League Vrouwenvoetbal               | بلژیک                 | 2019–20       | ۲۳ اوت ۲۰۱۹     | ۲۷ مارس ۲۰۲۰  | RSC Anderlecht               | [ ۹ ]  |
| Mauritian Premier League                  | موریس                 | 2019–20       | ۲۲ نوامبر ۲۰۱۹  | ۶ آوریل ۲۰۲۰  | نداشت                        | [ ۱۰ ] |
| Czech First Division (women)              | جمهوری چک             | 2019–20       | ۱۷ اوت ۲۰۱۹     | ۷ آوریل ۲۰۲۰  | Slavia Praha                 | [ ۱۱ ] |
| Premier League of Belize                  | بلیز                  | 2019–20 C     | ۱۱ ژانویه ۲۰۲۰  | ۱۸ آوریل ۲۰۲۰ | نداشت                        | [ ۱۲ ] |
| آی-لیگ                                    | هند                   | 2019–20       | ۳۰ نوامبر ۲۰۱۹  | ۱۸ آوریل ۲۰۲۰ | باشگاه ورزشی موهان باگان     | [ ۱۳ ] |
| لیگ برتر فوتبال هلند                      | هلند                  | 2019–20       | ۲ اوت ۲۰۱۹      | ۲۴ آوریل ۲۰۲۰ | نداشت                        | [ ۱۴ ] |
| Eredivisie Vrouwen                        | هلند                  | 2019–20       | ۲۳ اوت ۲۰۱۹     | ۲۴ آوریل ۲۰۲۰ | نداشت                        | [ ۱۵ ] |
| Primera División                          | آرژانتین              | 2019–20       | ۲۶ ژوئیه ۲۰۱۹   | ۲۸ آوریل ۲۰۲۰ | باشگاه فوتبال بوکا جونیورز   | [ ۱۶ ] |
| لیگ ۱                                     | فرانسه                | ۲۰۱۹–۲۰       | ۹ اوت ۲۰۱۹      | ۲۸ آوریل ۲۰۲۰ | باشگاه فوتبال پاری سن-ژرمن   | [ ۱۷ ] |
| لیگ ۱ فوتبال زنان فرانسه                  | فرانسه                | 2019–20       | ۲۴ اوت ۲۰۱۹     | ۲۸ آوریل ۲۰۲۰ | Olympique Lyonnais           | [ ۱۸ ] |
| لیگ ملی فوتبال لوکزامبورگ                 | لوکزامبورگ            | 2019–20       | ۳ اوت ۲۰۱۹      | ۲۸ آوریل ۲۰۲۰ | نداشت                        | [ ۱۹ ] |
| Liga Nacional                             | هندوراس               | Clausura 2020 | ۱۰ ژانویه ۲۰۲۰  | ۲۹ آوریل ۲۰۲۰ | نداشت                        | [ ۲۰ ] |
| لیگ گیرابولا                              | آنگولا                | 2019–20       | نوامبر ۲۰۱۹     | ۳۰ آوریل ۲۰۲۰ | نداشت                        | [ ۲۱ ] |
| Gibraltar National League                 | جبل طارق              | 2019–20       | ۱۲ اوت ۲۰۱۹     | ۱ مه ۲۰۲۰     | نداشت                        | [ ۲۲ ] |
| Guinée Championnat National               | گینه                  | 2019–20       | اکتبر ۲۰۱۹      | ۱ مه ۲۰۲۰     | نداشت                        | [ ۲۳ ] |
| لیگ برتر کنیا                             | کنیا                  | 2019–20       | ۲۰۱۹            | ۱ مه ۲۰۲۰     | Gor Mahia                    | [ ۲۴ ] |
| Niger Premier League                      | نیجر                  | 2019–20       | ۲۰۱۹            | ۴ مه ۲۰۲۰     | نداشت                        | [ ۲۵ ] |
| Burkinabé Premier League                  | بورکینافاسو           | 2019–20       | ۱۶ اوت ۲۰۱۹     | ۵ مه ۲۰۲۰     | نداشت                        | [ ۲۶ ] |
| Congo Premier League                      | جمهوری کنگو           | 2019–20       | ۵ اکتبر ۲۰۱۹    | ۵ مه ۲۰۲۰     | AS Otohô                     | [ ۲۷ ] |
| لیگ برتر اتیوپی                           | اتیوپی                | 2019–20       | نوامبر ۲۰۱۹     | ۵ مه ۲۰۲۰     | نداشت                        | [ ۲۸ ] |
| Liberian First Division                   | لیبریا                | 2020          | ۲۹ دسامبر ۲۰۱۹  | ۴ مه ۲۰۲۰     | نداشت                        | [ ۲۹ ] |
| لیگ برتر فوتبال زنان اسپانیا              | اسپانیا               | 2019–20       | ۷ سپتامبر ۲۰۱۹  | ۶ مه ۲۰۲۰     | Barcelona                    | [ ۳۰ ] |
| Elite One                                 | کامرون                | 2020          | ۲۰۲۰            | ۱۲ مه ۲۰۲۰    | PWD Bamenda                  | [ ۳۱ ] |
| لیگ دسته اول فوتبال جمهوری دموکراتیک کنگو | جمهوری دموکراتیک کنگو | 2019–20       | ۱۵ اوت ۲۰۱۹     | ۱۳ مه ۲۰۲۰    | باشگاه فوتبال تی‌پی مازمبی    | [ ۳۲ ] |
| Jupiler Pro League                        | بلژیک                 | 2019–20       | ۲۶ ژوئیه ۲۰۱۹   | ۱۵ مه ۲۰۲۰    | Club Brugge                  | [ ۳۳ ] |
| لیگ دسته اول فوتبال قبرس                  | قبرس                  | 2019–20       | ۲۳ اوت ۲۰۱۹     | ۱۵ مه ۲۰۲۰    | نداشت                        | [ ۳۴ ] |
| National Premier League                   | جامائیکا              | 2019–20       | ۱ سپتامبر ۲۰۱۹  | ۱۵ مه ۲۰۲۰    | نداشت                        | [ ۳۵ ] |
| لیگ دسته اول فوتبال ونزوئلا               | ونزوئلا               | 2020          | ۳۰ ژانویه ۲۰۲۰  | ۱۵ مه ۲۰۲۰    | نداشت                        | [ ۳۶ ] |
| Tahiti Ligue 1                            | پلی‌نزی فرانسه         | 2019–20       | ۲۷ سپتامبر ۲۰۱۹ | ۱۶ مه ۲۰۲۰    | Pirae                        | [ ۳۷ ] |
| Bangladesh Premier League                 | بنگلادش               | 2020          | ۱۳ فوریه ۲۰۲۰   | ۱۷ مه ۲۰۲۰    | نداشت                        | [ ۳۸ ] |
| لیگ برتر فوتبال مالت                      | مالت                  | 2019–20       | ۲۳ اوت ۲۰۱۹     | ۱۸ مه ۲۰۲۰    | Floriana                     | [ ۳۹ ] |
| پرمیرشیپ اسکاتلند                         | اسکاتلند              | 2019–20       | ۳ اوت ۲۰۱۹      | ۱۸ مه ۲۰۲۰    | Celtic                       | [ ۴۰ ] |
| لیگ برتر فوتبال ولز                       | ولز                   | 2019–20       | ۱۶ اوت ۲۰۱۹     | ۱۹ مه ۲۰۲۰    | Connah's Quay Nomads         | [ ۴۱ ] |
| Uganda Premier League                     | اوگاندا               | 2019–20       | ۲۰۱۹            | ۲۰ مه ۲۰۲۰    | Vipers                       |        |
| FUFA Women Super League                   | اوگاندا               | 2019–20       | ۲۰۱۹            | ۲۰ مه ۲۰۲۰    | نداشت                        | [ ۴۲ ] |
| GFA League First Division                 | گامبیا                | 2019–20       | ۶ دسامبر ۲۰۱۹   | ۲۱ مه ۲۰۲۰    | نداشت                        |        |
| South Sudan Football Championship         | سودان جنوبی           | 2020          | ۲۰ فوریه ۲۰۲۰   | ۲۱ مه ۲۰۲۰    | نداشت                        |        |
| دسته برتر فوتبال مکزیک                    | مکزیک                 | Clausura 2020 | ۱۰ ژانویه ۲۰۲۰  | ۲۲ مه ۲۰۲۰    | نداشت                        | [ ۴۳ ] |
| Liga MX Femenil                           | مکزیک                 | Clausura 2020 | ۴ ژانویه ۲۰۲۰   | ۲۲ مه ۲۰۲۰    | نداشت                        | [ ۴۳ ] |
| Rwanda Premier League                     | رواندا                | 2019–20       | ۴ اکتبر ۲۰۱۹    | ۲۲ مه ۲۰۲۰    | APR                          |        |
| FA Women's Super League                   | انگلستان              | 2019–20       | ۷ سپتامبر ۲۰۱۹  | ۲۵ مه ۲۰۲۰    | Chelsea                      | [ ۴۴ ] |
| Togolese Championnat National             | توگو                  | 2019–20       | ۶ اکتبر ۲۰۱۹    | ۲۶ مه ۲۰۲۰    | ASKO Kara                    | [ ۴۵ ] |
| لیگ برتر فوتبال لبنان                     | لبنان                 | 2019–20       | ۲۰ سپتامبر ۲۰۱۹ | ۲۸ مه ۲۰۲۰    | نداشت                        | [ ۴۶ ] |
| Premijer liga                             | بوسنی و هرزگوین       | 2019–20       | ۲۰ ژوئیه ۲۰۱۹   | ۱ ژوئن ۲۰۲۰   | Sarajevo                     | [ ۴۷ ] |
| لیگ برتر فوتبال عراق                      | عراق                  | 2019–20       | ۱۸ سپتامبر ۲۰۱۹ | ۳ ژوئن ۲۰۲۰   | نداشت                        | [ ۴۸ ] |
| لیگ دسته اول فوتبال مقدونیه               | مقدونیه شمالی         | 2019–20       | ۱۱ اوت ۲۰۱۹     | ۴ ژوئن ۲۰۲۰   | Vardar                       | [ ۴۹ ] |
| Serie A (women)                           | ایتالیا               | 2019–20       | ۱۴ سپتامبر ۲۰۱۹ | ۸ ژوئن ۲۰۲۰   | Juventus                     | [ ۵۰ ] |
| Botswana Premier League                   | بوتسوانا              | 2019–20       | ۳۱ اوت ۲۰۱۹     | ۱۵ ژوئن ۲۰۲۰  | Jwaneng Galaxy               | [ ۵۱ ] |
| لیگ برتر امارات متحده عربی                | امارات متحده عربی     | 2019–20       | ۱۹ سپتامبر ۲۰۱۹ | ۱۸ ژوئن ۲۰۲۰  | نداشت                        | [ ۵۲ ] |
| Benin Premier League                      | بنین                  | 2019–20       | ۶ اکتبر ۲۰۱۹    | ۲۹ ژوئن ۲۰۲۰  | نداشت                        | [ ۵۳ ] |
| لیگ برتر فوتبال غنا                       | غنا                   | 2019–20       | ۲۸ دسامبر ۲۰۱۹  | ۳۰ ژوئن ۲۰۲۰  | نداشت                        | [ ۵۴ ] |
| Senegal Premier League                    | سنگال                 | 2019–20       | ۷ دسامبر ۲۰۱۹   | ۹ ژوئیه ۲۰۲۰  | نداشت                        | [ ۵۵ ] |
| لیگ حرفه‌ای فوتبال نیجریه                  | نیجریه                | 2019–20       | ۳ نوامبر ۲۰۱۹   | ۱۰ ژوئیه ۲۰۲۰ | نداشت                        | [ ۵۶ ] |
| Sierra Leone National Premier League      | سیرالئون              | 2019–20       | ۴ دسامبر ۲۰۱۹   | ۱۵ ژوئیه ۲۰۲۰ | نداشت                        | [ ۵۷ ] |
| لیگ حرفه‌ای فوتبال الجزایر                 | الجزایر               | 2019–20       | ۱۵ اوت ۲۰۱۹     | ۲۹ ژوئیه ۲۰۲۰ | شباب بلوزداد                 | [ ۵۸ ] |

#### تعلیق شده
| لیگ                                 | کشور                         | فصل           | تاریخ برنامه‌ریزی شده              | تعلیق                                                             | از سر گیری                                                        | منبع          |
| ----------------------------------- | ---------------------------- | ------------- | --------------------------------- | ----------------------------------------------------------------- | ----------------------------------------------------------------- | ------------- |
| لیگ عالی ترکمنستان                  | ترکمنستان                    | 2020          | 6 March 2020 (start date)         | ۲۳ مارس ۲۰۲۰                                                      | ۱۹ آوریل ۲۰۲۰                                                     | [ ۵۹ ]        |
| کی لیگ                              | کره جنوبی                    | 2020          | 29 February – ۴ اکتبر ۲۰۲۰        | ۲۴ فوریه ۲۰۲۰                                                     | ۸ مه ۲۰۲۰                                                         | [ ۶۰ ]        |
| لیگ برتر فوتبال جزایر فارو          | جزایر فارو                   | 2020          | ۸ مارس ۲۰۲۰ – ۷ نوامبر ۲۰۲۰       | ۸ مارس ۲۰۲۰                                                       | ۹ مه ۲۰۲۰                                                         | [ ۶۱ ]        |
| بوندس‌لیگا                           | آلمان                        | ۲۰۱۹–۲۰       | ۱۶ اوت ۲۰۱۹ – ۲۷ ژوئن ۲۰۲۰        | ۱۳ مارس ۲۰۲۰                                                      | ۱۶ مه ۲۰۲۰                                                        | [ ۶۲ ]        |
| Liga FPD                            | کاستاریکا                    | Clausura 2020 | ۱۱ ژانویه ۲۰۲۰ – 17 or ۳۱ مه ۲۰۲۰ | ۱۸ مارس ۲۰۲۰                                                      | ۱۹ مه ۲۰۲۰                                                        | [ ۶۳ ]        |
| لیگ برتر فوتبال استونی              | استونی                       | 2020          | ۶ مارس ۲۰۲۰ – ۷ نوامبر ۲۰۲۰       | ۸ مارس ۲۰۲۰                                                       | ۱۹ مه ۲۰۲۰                                                        | [ ۶۴ ]        |
| لیگ دسته اول فوتبال مجارستان        | مجارستان                     | 2019–20       | ۲۱ ژوئیه ۲۰۱۹ – May 2020          | ۱۶ مارس ۲۰۲۰                                                      | ۱۷ مه ۲۰۲۰                                                        | [ ۶۵ ]        |
| Burundi Premier League              | بوروندی                      | 2019–20       | ۱۰ اوت ۲۰۱۹ – April 2020          | ۵ آوریل ۲۰۲۰                                                      | ۲۱ مه ۲۰۲۰                                                        | [ ۶۶ ]        |
| لیگ برتر فوتبال جمهوری چک           | جمهوری چک                    | 2019–20       | ۱۲ ژوئیه ۲۰۱۹ – May 2020          | ۱۲ مارس ۲۰۲۰                                                      | ۲۵ مه ۲۰۲۰                                                        | [ ۶۷ ]        |
| لیگ برتر فوتبال سوریه               | سوریه                        | 2019–20       | ۲۰ اکتبر ۲۰۱۹ – May 2020          | ۹ مارس ۲۰۲۰                                                       | ۲۸ مه ۲۰۲۰                                                        | [ ۶۸ ]        |
| سوپر لیگ فوتبال دانمارک             | دانمارک                      | 2019–20       | ۱۲ ژوئیه ۲۰۱۹ – ۲۴ مه ۲۰۲۰        | ۱۲ مارس ۲۰۲۰                                                      | ۲۹ مه ۲۰۲۰                                                        | [ ۶۹ ]        |
| بوندس‌لیگا (زنان)                    | آلمان                        | 2019–20       | ۱۷ اوت ۲۰۱۹ – ۱۷ مه ۲۰۲۰          | ۱۶ مارس ۲۰۲۰                                                      | ۲۹ مه ۲۰۲۰                                                        | [ ۷۰ ]        |
| لیگ برتر فوتبال لهستان              | لهستان                       | 2019–20       | ۱۲ ژوئیه ۲۰۱۹ – ۱۷ مه ۲۰۲۰        | ۱۳ مارس ۲۰۲۰                                                      | ۲۹ مه ۲۰۲۰                                                        | [ ۶۶ ]        |
| لیگ آ فوتبال لیتوانی                | لیتوانی                      | 2020          | ۸ مارس ۲۰۲۰ – ۷ نوامبر ۲۰۲۰       | ۱۲ مارس ۲۰۲۰                                                      | ۳۰ مه ۲۰۲۰                                                        | [ ۷۱ ]        |
| SuperLiga                           | صربستان                      | 2019–20       | ۱۹ ژوئیه ۲۰۱۹ – May 2020          | ۱۵ مارس ۲۰۲۰                                                      | ۳۰ مه ۲۰۲۰                                                        | [ ۷۲ ]        |
| لیگ برتر فوتبال اوکراین             | اوکراین                      | 2019–20       | ۲۸ ژوئیه ۲۰۱۹ – May 2020          | ۱۷ مارس ۲۰۲۰                                                      | ۳۰ مه ۲۰۲۰                                                        | [ ۷۳ ]        |
| لیگ برتر فوتبال اسرائیل             | اسرائیل                      | 2019–20       | ۲۴ اوت ۲۰۱۹ – May 2020            | ۱۲ مارس ۲۰۲۰                                                      | ۳۰ مه ۲۰۲۰                                                        | [ ۷۴ ]        |
| لیگ دسته اول فوتبال مونته‌نگرو       | مونته‌نگرو                    | 2019–20       | ۳ اوت ۲۰۱۹ – May 2020             | ۱۳ مارس ۲۰۲۰                                                      | ۱ ژوئن ۲۰۲۰                                                       | [ ۷۵ ]        |
| بوندس‌لیگا اتریش                     | اتریش                        | 2019–20       | ۲۶ ژوئیه ۲۰۱۹ – ۷ مارس ۲۰۲۰       | ۱۸ مارس ۲۰۲۰                                                      | ۲ ژوئن ۲۰۲۰                                                       | [ ۷۶ ]        |
| سوپر لیگ فوتبال آلبانی              | آلبانی                       | 2019–20       | ۲۳ اوت ۲۰۱۹ – May 2020            | ۱۲ مارس ۲۰۲۰                                                      | ۳ ژوئن ۲۰۲۰                                                       | [ ۷۷ ]        |
| لیگ برتر فوتبال پرتغال              | پرتغال                       | ۲۰۱۹–۲۰       | ۹ اوت ۲۰۱۹ – ۱۷ مه ۲۰۲۰           | ۱۲ مارس ۲۰۲۰                                                      | ۳ ژوئن ۲۰۲۰                                                       | [ ۷۸ ]        |
| First Professional Football League  | بلغارستان                    | 2019–20       | ۱۲ ژوئیه ۲۰۱۹ – May 2020          | ۱۳ مارس ۲۰۲۰                                                      | ۵ ژوئن ۲۰۲۰                                                       | [ ۷۹ ]        |
| لیگ دسته اول فوتبال اسلوونی         | اسلوونی                      | 2019–20       | ۱۳ ژوئیه ۲۰۱۹ – ۱۵ مه ۲۰۲۰        | ۱۲ مارس ۲۰۲۰                                                      | ۵ ژوئن ۲۰۲۰                                                       | [ ۸۰ ]        |
| لیگ دسته اول فوتبال ویتنام          | ویتنام                       | 2020          | 6 March 2020 (start date)         | ۱۶ مارس ۲۰۲۰ (first suspension) 2۶ ژوئیه ۲۰۲۰ (second suspension) | ۵ ژوئن ۲۰۲۰ (first resumption) ۹ اکتبر ۲۰۲۰ (second resumption)   | [ ۸۱ ] [ ۸۲ ] |
| لیگ دسته اول فوتبال کرواسی          | کرواسی                       | ۲۰۱۹–۲۰       | ۱۹ ژوئیه ۲۰۱۹ – May 2020          | ۱۲ مارس ۲۰۲۰                                                      | ۶ ژوئن ۲۰۲۰                                                       | [ ۸۳ ]        |
| سوپر لیگ فوتبال یونان               | یونان                        | 2019–20       | ۲۴ اوت ۲۰۱۹ – May 2020            | ۱۳ مارس ۲۰۲۰                                                      | ۶ ژوئن ۲۰۲۰                                                       | [ ۸۴ ]        |
| لا لیگا                             | اسپانیا                      | ۲۰۱۹–۲۰       | ۱۶ اوت ۲۰۱۹ – ۲۴ مه ۲۰۲۰          | ۱۲ مارس ۲۰۲۰                                                      | ۱۱ ژوئن ۲۰۲۰                                                      | [ ۸۵ ]        |
| لیگ دسته اول فوتبال رومانی          | رومانی                       | 2019–20       | ۱۲ ژوئیه ۲۰۱۹ – June 2020         | ۱۲ مارس ۲۰۲۰                                                      | ۱۲ ژوئن ۲۰۲۰                                                      | [ ۸۶ ]        |
| سوپر لیگ فوتبال ترکیه               | ترکیه                        | 2019–20       | ۱۶ اوت ۲۰۱۹ – May 2020            | ۱۹ مارس ۲۰۲۰                                                      | ۱۲ ژوئن ۲۰۲۰                                                      | [ ۸۷ ]        |
| لیگ دسته اول فوتبال اسلواکی         | اسلواکی                      | 2019–20       | ۲۰ ژوئیه ۲۰۱۹ – ۲۴ مه ۲۰۲۰        | ۱۲ مارس ۲۰۲۰                                                      | ۱۳ ژوئن ۲۰۲۰                                                      | [ ۸۸ ]        |
| لیگ برتر فوتبال سوئد                | سوئد                         | 2020          | ۴ آوریل ۲۰۲۰ – ۸ نوامبر ۲۰۲۰      | ۱۹ مارس ۲۰۲۰                                                      | ۱۴ ژوئن ۲۰۲۰                                                      | [ ۸۹ ]        |
| لیگ برتر فوتبال نروژ                | نروژ                         | 2020          | ۴ آوریل ۲۰۲۰ – ۲۹ نوامبر ۲۰۲۰     | ۱۲ مارس ۲۰۲۰                                                      | ۱۶ ژوئن ۲۰۲۰                                                      | [ ۹۰ ]        |
| لیگ برتر فوتبال انگلستان            | انگلستان                     | ۲۰۱۹–۲۰       | ۹ اوت ۲۰۱۹ – ۱۷ مه ۲۰۲۰           | ۱۳ مارس ۲۰۲۰                                                      | ۱۷ ژوئن ۲۰۲۰                                                      | [ ۹۱ ]        |
| لیگ برتر فوتبال روسیه               | روسیه                        | 2019–20       | ۱۲ ژوئیه ۲۰۱۹ – May 2020          | ۱۷ مارس ۲۰۲۰                                                      | ۱۹ ژوئن ۲۰۲۰                                                      | [ ۹۲ ]        |
| League of Ireland                   | جمهوری ایرلند                | 2020          | ۱۴ فوریه ۲۰۲۰ – ۳۰ اکتبر ۲۰۲۰     | ۱۲ مارس ۲۰۲۰                                                      | ۳۱ ژوئیه ۲۰۲۰                                                     | [ ۹۳ ] [ ۹۴ ] |
| سوپر لیگ فوتبال سوئیس               | سوئیس                        | 2019–20       | ۱۹ ژوئیه ۲۰۱۹ – مه 2020           | ۲۸ فوریه ۲۰۲۰                                                     | ۱۹ ژوئن ۲۰۲۰                                                      | [ ۹۵ ]        |
| سری آ                               | ایتالیا                      | ۲۰۱۹–۲۰       | ۲۵ اوت ۲۰۱۹ – ۲۴ مه ۲۰۲۰          | ۹ مارس ۲۰۲۰                                                       | ۲۰ ژوئن ۲۰۲۰                                                      | [ ۹۶ ]        |
| لیگ برتر خلیج فارس                  | ایران                        | ۲۰۱۹–۲۰       | ۲۳ اوت ۲۰۱۹ – مه 2020             | ۱۱ مارس ۲۰۲۰                                                      | ۲۴ ژوئن ۲۰۲۰                                                      | [ ۹۷ ]        |
| لیگ برتر فوتبال فنلاند              | فنلاند                       | 2020          | ۳ آوریل ۲۰۲۰ – ۱ سپتامبر ۲۰۲۰     | ۱۳ مارس ۲۰۲۰                                                      | ۱ ژوئیه ۲۰۲۰                                                      | [ ۹۸ ]        |
| لیگ برتر فوتبال قزاقستان            | قزاقستان                     | 2020          | 7 March 2020 (start date)         | ۱۶ مارس ۲۰۲۰                                                      | 1 July 2020 (first resumption) 18 August 2020 (second resumption) | [ ۹۹ ]        |
| جی‌لیگ                               | ژاپن                         | 2020          | 21 February – ۵ دسامبر ۲۰۲۰       | ۲۵ فوریه ۲۰۲۰                                                     | ۴ ژوئیه ۲۰۲۰                                                      | [ ۱۰۰ ]       |
| لیگ برتر فوتبال ایالات متحده آمریکا | ایالات متحده آمریکا · کانادا | 2020          | 29 February – ۷ نوامبر ۲۰۲۰       | ۱۲ مارس ۲۰۲۰                                                      | 8 July 2020                                                       | [ ۱۰۱ ]       |
| Nadeshiko League                    | ژاپن                         | 2020          | 2 May 2020 (start date)           | مارس ۲۰۲۰                                                         | ۱۸ ژوئیه ۲۰۲۰                                                     | [ ۱۰۲ ]       |
| لیگ دسته اول فوتبال پاراگوئه        | پاراگوئه                     | 2020          | 17 January 2020 (start date)      | ۱۳ مارس ۲۰۲۰                                                      | ۲۱ ژوئیه ۲۰۲۰                                                     | [ ۱۰۳ ]       |
| لیگ ستارگان قطر                     | قطر                          | 2019–20       | ۲۱ اوت ۲۰۱۹ – April 2020          | ۱۶ مارس ۲۰۲۰                                                      | ۲۴ ژوئیه ۲۰۲۰                                                     | [ ۱۰۴ ]       |
| سوپر لیگ فوتبال چین                 | چین                          | 2020          | ۲۲ فوریه ۲۰۲۰ – ۳۱ اکتبر ۲۰۲۰     | ۳۰ ژانویه ۲۰۲۰                                                    | ۲۵ ژوئیه ۲۰۲۰                                                     | [ ۱۰۵ ]       |
| لیگ دسته اول فوتبال مراکش           | مراکش                        | 2019–20       | ۱۴ سپتامبر ۲۰۱۹ – May 2020        | ۱۴ مارس ۲۰۲۰                                                      | ۲۷ ژوئیه ۲۰۲۰                                                     | [ ۱۰۶ ]       |
| لیگ دسته اول فوتبال تونس            | تونس                         | 2019–20       | ۲۴ اوت ۲۰۱۹ – June 2020           | ۱۶ مارس ۲۰۲۰                                                      | ۱ اوت ۲۰۲۰                                                        | [ ۱۰۷ ]       |
| لیگ حرفه‌ای فوتبال عربستان           | عربستان سعودی                | 2019–20       | ۲۲ اوت ۲۰۱۹ – May 2020            | ۱۵ مارس ۲۰۲۰                                                      | ۴ اوت ۲۰۲۰                                                        | [ ۱۰۸ ]       |
| لیگ برتر فوتبال مصر                 | مصر                          | 2019–20       | ۲۱ سپتامبر ۲۰۱۹ – May 2020        | ۱۴ مارس ۲۰۲۰                                                      | ۹ اوت ۲۰۲۰                                                        | [ ۱۰۹ ]       |
| لیگ برتر کانادا                     | کانادا                       | 2020          | ۱۱ آوریل ۲۰۲۰ – ۴ اکتبر ۲۰۲۰      | ۲۰ مارس ۲۰۲۰                                                      | ۱۳ اوت ۲۰۲۰                                                       | [ ۱۱۰ ]       |
| لیگ فوتبال فیلیپین                  | فیلیپین                      | 2020          | May 2020 (start date)             | ۱۳ مارس ۲۰۲۰                                                      | ۲۵ اکتبر ۲۰۲۰                                                     | [ ۱۱۱ ]       |

#### لغو شده
| لیگ                | کشور    | فصل  | زمان‌بندی اصلی               | تاریخ لغو     | منبع                    |
| ------------------ | ------- | ---- | --------------------------- | ------------- | ----------------------- |
| لیگ فوتبال فیلیپین | فیلیپین | ۲۰۲۱ | ۲۱ اوت ۲۰۲۱ (تاریخ ابتدایی) | ۲۲ اکتبر ۲۰۲۱ | [ ۱۱۲ ] [ ۱۱۳ ] [ ۱۱۴ ] |

### تورنمنت‌ها

#### لغو شده
| تورنمنت                   | کشور میزبان | تاریخ برگزاری              | تاریخ تعلی      | منبع    |
| ------------------------- | ----------- | -------------------------- | --------------- | ------- |
| جام ملت‌های اقیانوسیه ۲۰۲۰ | نیوزیلند    | ۶–۲۰ ژوئن ۲۰۲۰             | ۲۱ آوریل ۲۰۲۰   | [ ۱۱۵ ] |
| جام همبستگی آسیا          | N/A         | ۳۰ نوامبر - ۱۳ دسامبر ۲۰۲۰ | ۱۰ سپتامبر ۲۰۲۰ | [ ۱۱۶ ] |
| ای‌اف‌سی کاپ ۲۰۲۰           | N/A         | ۱۰ فوریه – ۷ نوامبر ۲۰۲۰   | ۱۰ سپتامبر ۲۰۲۰ | [ ۱۱۷ ] |